# Elezioni generali nel Regno Unito del 1868
Le elezioni generali nel Regno Unito del 1868 si svolsero dal 17 novembre al 7 dicembre e furono le prime a tenersi dopo l'approvazione del Reform Act 1867, che diede diritto di voto a molti uomini, incrementando di molto l'elettorato. Furono le prime elezioni infatti in cui vi fu oltre un milione di voti, circa il triplo di quelli delle elezioni precedenti.
Il risultato vide i liberali guidati da William Ewart Gladstone incrementare ancora la loro larga maggioranza sui conservatori di Benjamin Disraeli, con più di 100 seggi di vantaggio.
Quelle del 1868 furono le ultime elezioni in cui tutti i collegi furono conquistati dai due principali partiti, anche se i partiti all'epoca erano coalizioni lasche, e l'affiliazione ai partiti non era indicata sulle schede.

## Risultati
| Liste | Liste        | Voti      | %     | Variazione % | Seggi | Variazione seggi |
| ----- | ------------ | --------- | ----- | ------------ | ----- | ---------------- |
|       | Liberale     | 1.428.776 | 61,5% | 2,0%         | 387   | 18               |
|       | Conservatore | 903.318   | 38,4% | 2,1%         | 271   | 18               |
|       | Altri        | 1.157     | 0,1%  | —            | 0     | —                |

|              |              |  |       |       |
| ------------ | ------------ |  | ----- | ----- |
| Liberali     | Liberali     |  | 61,5% | 61,5% |
| Conservatori | Conservatori |  | 38,4% | 38,4% |
| Altri        | Altri        |  | 0,1%  | 0,1%  |

|              |              |  |       |       |
| ------------ | ------------ |  | ----- | ----- |
| Liberali     | Liberali     |  | 58,8% | 58,8% |
| Conservatori | Conservatori |  | 41,1% | 41,1% |